# Витте, Сергей Юльевич
Граф (с 18 сентября 1905 года) Серге́й Ю́льевич Ви́тте (17 [29] июня 1849 или 17 июня 1849, Тифлис — 28 февраля [13 марта] 1915, Петроград) — русский государственный и политический деятель.
Министр путей сообщения (1892), министр финансов (1892—1903), председатель Комитета министров (1903—1906), председатель Совета министров (1905—1906). Статс-секретарь (c 14 мая 1896 года), действительный тайный советник (с 1 января 1899 года), член Государственного совета (с 17 августа 1903 года).
Добился введения в России «золотого стандарта» (1897), способствовал притоку в Россию капиталов из-за рубежа, поощрял инвестиции в железнодорожное строительство (в том числе Великий Сибирский путь). Деятельность Витте привела к резкому ускорению темпов промышленного роста в Российской империи, за что его прозвали «дедушкой русской индустриализации». Противник начала войны с Японией и главный переговорщик со стороны России при заключении Портсмутского мира. Фактический автор манифеста 17 октября 1905 года, который предполагал начало трансформации России в конституционную монархию. Автор многотомных мемуаров.

## Биография

### Происхождение и ранние годы
Происходил от брака балтийского немца и русской дворянки; являлся потомком барона Петра Павловича Шафирова (1669—1739). Православный. Домашний (семейный) язык — русский.
В семье бытовало предание о голландском происхождении, однако «к XVIII веку эти Витте вполне онемечились и представляли собой типичных прибалтийских бюргеров».
Его отец Юлиус Кристоф Генрих Георг Витте (нем. Julius Christoph Heinrich Georg Witte; 21.10.1814—31.05.1868) принадлежал к курляндскому городскому сословию.
В 1834 году по 1-му разряду окончил Лесной институт и был направлен для приобретения сельскохозяйственных знаний в Алькустовский агрономический институт при Императорском Дерптском университете.
Через 3 года, после сдачи экзаменов на философском факультете университета, получил степень кандидата философии и «для дальнейшего усовершенствования в агрономии» был командирован на 3 года (1837—1839) в агрономический институт в Саксонии при Тарандской лесной академии.
По возвращении, в ноябре 1839 года он был определён на службу в 3-й департамент Министерства государственных имуществ, а 26 мая 1842 года в чине титулярного советника был назначен управляющим Юго-Восточной учебной фермой, находившейся в Новоузенском уезде Саратовской губернии, в 80 верстах от Саратова.
Там же он познакомился со своей будущей женой Екатериной Андреевной Фадеевой (1821—1897, Одесса) — дочерью саратовского губернатора Андрея Михайловича Фадеева, внучкой генерал-майора князя Павла Васильевича Долгорукова, родной сестрой писательницы Елены Андреевны Ган и двоюродной — мемуаристки Екатерины Александровны Сушковой. Чтобы вступить с ней в брак, перешёл из лютеранства в православие и стал именоваться Юлием Фёдоровичем. Бракосочетание состоялось 7 января 1844 года в Саратовском Александровском соборе.
Основательница Теософского общества Елена Петровна Блаватская приходилась С. Ю. Витте двоюродной сестрой.
Их первый сын, Александр, родился в Саратове 22 мая 1846 года.
Вскоре после женитьбы Юлий Фёдорович Витте был переведён по службе на Кавказ, где родились его сыновья: Борис 17 июля 1848 года — в Пятигорске, Сергей 17 (29) июня 1849 года — в Тифлисе.
В 1852 году Ю. Ф. Витте был произведён в чин статского советника, 10 декабря 1857 года — в чин действительного статского советника; занимал должность директора Департамента государственных имуществ Главного управления наместника Кавказского.
В ноябре 1856 года старший брат Юлия Фёдоровича Фёдор Фёдорович направил в Псковское дворянское депутатское собрание документы, подтверждавшие право на потомственное дворянство.
Уже 21 декабря состоялось определение о внесении всех братьев Витте вместе с их детьми в III часть дворянской родословной книги Псковской губернии по заслугам отца на гражданской службе.
Указом Сената от 10 апреля 1856 года оно было утверждено и вместе с Юлием Фёдоровичем дворянами были признаны все его три сына.
Первые 16 лет жизни С. Ю. Витте прошли в Тифлисе, где он был вольнослушателем в городской гимназии, затем в Кишинёве, где он вместе с братом Борисом поступил пансионером к гимназическому учителю математики Белоусову и через полгода они оба выдержали выпускной экзамен и получили гимназические аттестаты. Это дало братьям возможность учиться в только что открывшемся в Одессе Новороссийском университете; брат Борис в 1865 году стал вольноприходящим на юридическом факультете, а Сергей с 1866 года учился на физико-математическом факультете. После смерти отца и остальные члены семьи перебрались в Одессу.
В 1870 году С. Ю. Витте окончил университет со степенью кандидата и имел возможность остаться на кафедре высшей математики для продолжения научных занятий, но его мать и дядя выступили против намерения Витте стать профессором: «Это не дворянское дело» («Дворянское дело, — поясняет их позицию историк С. В. Ильин, — служить государю и отечеству»). По настоянию дяди, Ростислава Андреевича Фадеева, Витте, оставаясь при университете, был причислен к канцелярии главы Новороссийско-Бессарабского генерал-губернаторства графа Павла Евстафьевича Коцебу.

### Карьера
Вскоре он оставил службу в канцелярии и посвятил себя более интересному и денежному железнодорожному делу. Министр путей сообщения граф Алексей Павлович Бобринский, знавший его отца, предложил Сергею Юльевичу работу в качестве специалиста по эксплуатации железных дорог и 1 мая 1870 года он начал стажировку в управлении Одесской железной дороги с жалованьем 2 400 руб. в год, что превышало тогдашнюю заработную плату университетского профессора (около 2000 руб. в год).
Витте стажировался на различных должностях службы эксплуатации. В «Воспоминаниях» Витте писал: «Так, я сидел в кассах станционных, грузовых и билетных, затем изучал должности помощника начальника станции и начальника станции, потом контролёра и ревизора движения; затем занимал должности на различных станциях, где преимущественно было грузовое движение, и на станциях, где было преимущественно пассажирское движение». 1 июля 1871 года Витте был зачислен на государственную службу.
Во второй половине семидесятых годов XIX века Витте возглавил службу эксплуатации Одесской железной дороги. Он стал одним из ближайших сотрудников директора Русского общества пароходства и торговли Николая Матвеевича Чихачёва, в ведении которого была и Одесская железная дорога. Уделял большое внимание развитию и техническому оснащению Одесского порта.
Карьера 26-летнего Витте чуть было не оборвалась, когда в конце 1875 года недалеко от Одессы произошла Тилигульская катастрофа — крушение поезда со множеством жертв. Начальник дороги Чихачёв и Витте были преданы суду и приговорены к 4-м месяцам тюрьмы. Однако пока тянулось расследование, Витте оставался на службе, и при этом сумел отличиться в перевозке войск к театру военных действий русско-турецкой войны. Этим он обратил на себя внимание великого князя Николая Николаевича, по велению которого тюрьма для обвиняемого была заменена 2-хнедельной гауптвахтой (где Витте только ночевал, поскольку работал в составе «Особой высшей комиссии для исследования железнодорожного дела в России» графа Эдуарда Трофимовича Баранова). 11 апреля 1877 года Витте оставил государственную службу.
В 1879 году Витте переехал на жительство в Петербург, где получил должность начальника эксплуатационного отдела при правлении Общества Юго-Западных железных дорог (в состав которого, помимо Одесской, входило ещё четыре дороги — Харьковско-Николаевская, Фастовская, Киево-Брестская и Брестско-Граевская). В это же время Витте стал одним из участников Барановской комиссии, созданной указом Александра II «для исследования железнодорожного дела в России» и участвовал в разработке проекта устава русских железных дорог.
В феврале 1880 года Витте был назначен начальником службы эксплуатации в администрации Общества Юго-Западных железных дорог и переехал на жительство в Киев. Председателем правления Общества был Иван Станиславович Блиох — варшавский банкир, автор цитируемых по сей день научных трудов по экономическим, политическим, а также железнодорожным вопросам. Правой рукой Блиоха был профессор Иван Алексеевич Вышнеградский, будущий министр финансов России, который на протяжении 15 лет являлся непосредственным начальником С. Ю. Витте.
Хотя С. Ю. Витте, как он подчёркивал, предпочитал политике «общество актрис», но всё же сочувствовал славянофильству и писал для газеты Ивана Сергеевича Аксакова «Русь», сотрудничал с Одесским славянским благотворительным обществом.
После событий 1 марта 1881 именно он выдвинул идею создания конспиративной организации для охраны государя и борьбы с террористами их же методами. Идея была поддержана царем, и в свете, была создана «Священная дружина». Но в то время, как остальные члены витийствовали, ввиду наказуемости инициативы именно С. Ю. Витте получил конкретное задание организовать в Париже убийства скрывавшихся там русских террористов, что в случае успеха должно было покончить с его карьерой. Вместо этого он благодаря актрисам вышел на Николая Яковлевича Николадзе и договорился через него c народовольцами о прекращении их террора и роспуске Святой дружины. Эта деятельность Витте продемонстрировала царской семье его верноподданнические чувства и способность находить абсолютно нетривиальные решения сложнейших политических и моральных проблем.
В 1883 году С. Ю. Витте на основе цикла статей, напечатанных им ранее в журнале «Инженер» в полемике с киевским профессором Дмитрием Ивановичем Пихно, опубликовал книгу «Принципы железнодорожных тарифов по перевозке грузов», которая принесла ему известность среди специалистов (2-е издание — 1884 год, 3-е, существенно расширенное — 1910 год). Витте полагал, что теория тарифообразования занимает центральное положение не только в экономике железных дорог, но и в экономике страны и, более того, — в жизнедеятельности общества в целом. По его мнению, при определении размеров провозной платы по железной дороге следует отталкиваться не от расходов транспортных предприятий, а от условий образования цен на перевозимые товары в пунктах отправления и назначения. Важнейшей частью книги стали сформулированные автором 23 принципа построения железнодорожных тарифов. От многих идей, высказанных в этой работе, Витте позднее отказался (когда перешёл работать с должности в частной железнодорожной компании в Министерство путей сообщения). Во втором издании этой работы, помимо основной темы, Витте затронул политические вопросы, высказавшись за «социальную» и «бессословную» монархию, и считая, что в противном случае «она перестанет существовать».
В 1886 году Витте занял пост управляющего Обществом Юго-Западных железных дорог. Работая на должностях начальника эксплуатации и управляющего этой компании, добился роста эффективности и прибыльности. В частности, проводил передовую для того времени маркетинговую политику (реорганизовал тарифы, ввёл практику выдачи ссуд под хлебные грузы и т. д.).
В этот период познакомился с императором Александром III. По словам самого Витте, он на глазах императора вступил в конфликт с чиновниками железных дорог, доказывая, что нельзя использовать два мощных грузовых паровоза с целью разгона царского поезда до высоких скоростей, Александр III убедился в правоте С. Витте после крушения царского поезда в 1888 году.

### Возвращение на государственную службу
10 марта 1889 года Витте был назначен начальником вновь образованного Департамента железнодорожных дел Министерства финансов и произведён в действительные статские советники. Перейдя по просьбе Александра III на государственную службу, значительно потерял в годовом жаловании, которое уменьшилось с 40 тыс. до 3 тыс. руб. в год. Поэтому по решению Александра III получал из личных средств императора доплату к жалованью — ещё 9600 руб., а также за счёт казны 3 тыс. руб. столовых и 2 тыс. руб. квартирных (всего 17 600 руб.) с целью частично компенсировать потери в доходах. На государственной службе начал проводить политику скупки казной многочисленных тогда частных российских железных дорог. Причиной стало его понимание эффективности работы железных дорог России в едином государственном комплексе.
Работая в правительстве, добился права назначать сотрудников в зависимости от их эффективности, а не близости к правящим кругам. В своё подчинение набрал людей из частных компаний; его департамент считался образцовым. По свидетельствам, был демократичен в отношениях с подчинёнными, ценил в них самостоятельность.
В 1889 году опубликовал работу «Национальная экономия и Фридрих Лист», в которой обосновывал необходимость создания мощной национальной промышленности, защищённой на первых порах от иностранной конкуренции таможенным барьером.
В 1891 году был принят новый таможенный тариф России, разработанный при активном участии С. Витте и Д. И. Менделеева. Этот тариф сыграл важную роль во внешнеторговой политике России и стал защитным барьером для развивавшейся промышленности.

### Министр путей сообщения
В феврале-августе 1892 года — министр путей сообщения. За этот срок сумел ликвидировать ставшие обычным явлением крупные скопления неперевезённых грузов. Провёл реформу железнодорожных тарифов.
В период деятельности Витте на железнодорожном транспорте (с 1889) в российских пассажирских поездах впервые появились металлические подстаканники, сохранившие свою форму по настоящее время. Работники железной дороги, проводники и пассажиры по достоинству оценили преимущество новой посуды для чаепития: в качке двигающегося по рельсам состава подстаканники оказались куда устойчивей обычных стаканов и кружек.

### Министр финансов
30 августа 1892 года Витте был назначен на пост министра финансов, каковой занимал в течение 11 лет. Вскоре после назначения поднял вопрос о форсировании строительства Транссибирской магистрали (в тот момент темпы строительства были таковы, что оно могло растянуться на многие десятки лет). С. Витте считал быстрое проведение магистрали настолько важным, что даже допускал возможность финансирования строительства за счёт денежной эмиссии. На такую меру министр всё-таки не пошёл, но сооружение Транссиба было резко ускорено.
Проводил независимую кадровую политику, издал циркуляр о привлечении на службу лиц с высшим образованием. Много внимания уделял созданию образовательной системы, готовившей кадры для промышленности, в частности, открытию новых «коммерческих» учебных заведений.
В 1894 году выступил за жёсткие торговые переговоры с Германией, в результате чего был заключён выгодный для России 10-летний торговый договор с этой страной. В том же году был избран почетным гражданином Казани за активное участие в строительстве Казанско-Рязанской железной дороги
С 1895 года начал вводить винную монополию. Винная монополия распространялась на очистку спирта и розничную и оптовую торговлю крепкими спиртными напитками; производство спирта-сырца разрешалось частным лицам при условии определённой регламентации (повышенный акциз и т. д.). Монополия стала одним из важных источников пополнения госбюджета.
С 1896 года — статс-секретарь. В этом году провёл успешные переговоры с китайским представителем Ли Хунчжаном, добившись согласия Китая на сооружение в Маньчжурии Китайско-Восточной железной дороги (КВЖД), что позволило провести дорогу до Владивостока в гораздо более короткие сроки. Одновременно с Китаем был заключён союзный оборонительный договор. В Европе ходили слухи, что успеху переговоров содействовала выдача китайскому сановнику взятки в размере 500 тыс. руб. Витте слух о взятке в своих воспоминаниях опровергает.
Несомненной заслугой Витте является проведение им денежной реформы 1897 года. В результате Россия на период до 1914 года получила устойчивую валюту, обеспеченную золотом. Это способствовало усилению инвестиционной активности и увеличению притока иностранных капиталов.
В 1899 году количество золота в обороте составило 451,40 млн рублей. Количество бумажных денег упало до уровня 661,80 млн. Количество золота в обороте по сравнению с 1898 годом увеличилось в три раза, а по сравнению с 1897 — в 12,5 раз. За 1900 год количество золота в обороте увеличилось ещё в 1,42 раза. Затем этот рост стабилизировался. В целом, за четыре года количество золота в обороте увеличилось почти в 18 раз. Количество же бумажной наличности уменьшилось в 2,175 раз.
Однако многие современники негативно оценивали изменения в функционировании финансовой системы, вызванные отказом от биметаллического обращения. Следствием перевода государственного долга на золотой рубль, правительство добровольно увеличило свой долг на 1,5 миллиона пудов серебра (на 1,6 млрд теперь уже золотых рублей или на 53 % от прежнего объёма). На 1897 год правительство имело 3 млрд рублей долгов, для оплаты которых серебром по курсу к золоту, существовавшему с 1810 года, 4 золотника 21 доли понадобился бы слиток серебра весом в 4.394.531 пуд (71.984.533,75 кг). Переведя 3 млрд рублей в новый золотой рубль по новому курсу серебра к золоту в 7 золотников, правительство добровольно увеличило «серебряный слиток» до 5.976.000 пудов (97.889.757,44 кг).
Уменьшение бумажной наличности имело следствием острый недостаток денежной массы в обращении у населения. В 1899 году количество денежных знаков из расчёта на одного жителя Российской Империи составляло 10 руб. (25 франков), в то время как в Австрии — 50 франков, в Германии — 112 франков, в США — 115 франков, в Англии — 136 франков, во Франции — 218 франков. Для сравнения приводятся цифры 1857 года, когда в России ещё не был совершён переход от натурального к денежному хозяйству, соотношение составляло 25 рублей (62,5 франка).
Применительно к государственному долгу, впрочем, корректнее говорить не об его увеличении, а о законодательной фиксации принципа золотых выплат, реально сложившегося намного ранее министерства Витте. Россия по обязательствам своим платила чрезмерно аккуратно, оплачивая, например, свои серебряные займы в золоте (чего не делала Австрия, вполне воспользовавшаяся тем, что её законная валюта была серебряная и платившая по всем металлическим своим займам, выпущенным в туземной валюте, серебром). Целый ряд наших займов (5%-ый 1815г., 5%-ый 1822 г.,польский заем 1844 г., 5%-ый 1855г., 4%-ые металлические билеты 1861 г.) выпущенных в серебряной валюте, оплачивался золотом (займы эти были преимущественно размещены за границей), и этот порядок был продолжен и после 1873 года, когда цена на серебро начала чувствительно понижаться.
Выступал против попыток упрочения привилегированного положения дворянства, считая, что перспективы России связаны с развитием промышленности, усилением торгово-промышленного класса, увеличением ёмкости внутреннего рынка. В 1897 заявил, что «в России теперь происходит то же, что случилось в своё время на Западе: она переходит к капиталистическому строю… Это мировой непреложный закон». Выход, по его мнению, для дворянства один — обуржуазиться, заняться помимо земледелия и этими отраслями хозяйства.
При активном участии Витте разрабатывалось рабочее законодательство, в частности, закон об ограничении рабочего времени на предприятиях (1897).
В 1898 году провёл реформу торгово-промышленного налогообложения. В том же году выступил резко против аренды Россией Ляодунского полуострова в Китае, где впоследствии был сооружён Порт-Артур.
Считал необходимым реформировать крестьянскую общину, высказывался за свободный выход из общины. В октябре 1898 года обратился к Николаю II с запиской, в которой призвал царя «завершить освобождение крестьян», сделать из крестьянина «персону», освободить его от давящей опеки местных властей и общины.
Добился отмены круговой поруки в общине, телесных наказаний крестьян по приговору волостных судов, облегчения паспортного режима крестьян. Не без участия С. Витте были облегчены условия переселения крестьян на свободные земли, расширена деятельность Крестьянского поземельного банка, изданы законы и нормативные правила о мелком кредите.
Впоследствии С. Витте неоднократно подчёркивал, что Пётр Аркадьевич Столыпин позаимствовал ряд его идей (подробнее см. статью Отношения Столыпина и Витте).
В 1899 году Витте получил чин действительного тайного советника. В том же году Витте, ранее находившийся в дружеских отношениях с купцом Саввой Ивановичем Мамонтовым, резко поменял свою позицию и принял участие в деле по осуждению Мамонтова.

### Витте в 1903—1904 гг.
В 1903 г. вступил в обязанности председателя Комитета министров. Последняя должность была фактически почётной отставкой, так как комитет до революции 1905 года не имел никакого значения. Это перемещение с поста влиятельного министра финансов произошло под напором дворянско-помещичьих членов правительства (главным образом, Вячеслава Константиновича Плеве). Возглавил правительство после реформирования в качестве Председателя Совета министров.
С 1903 года — член Государственного совета, назначался к присутствию на 1906—1915 годы. С 1903 года — член комитета финансов, с 1911 по 1915 год — его председатель. В 1904 году заключил торговый договор с Германией. 

### Витте и события 9 января 1905 года в Петербурге
В конце 1904 года Витте пребывал на почётной, но номинальной должности председателя Комитета министров.
В январе 1905 года в Петербурге вспыхнула рабочая забастовка.
7 января стало известно, что рабочие под руководством священника Георгия Аполлоновича Гапона собираются идти в воскресенье к Зимнему дворцу с Петицией о рабочих нуждах.
8 января в редакции газеты «Наши дни» («Сын отечества») собрались представители общественности.
Для собравшихся было ясно, что столкновение рабочих с правительственными войсками неизбежно приведёт к большому кровопролитию. По предложению Максима Горького было решено отправить депутацию к министру внутренних дел Пётр Дмитриевич Святополк-Мирскому и председателю Комитета министров Витте с целью убедить их воздействовать на царя, чтобы предотвратить возможное кровопролитие.
В состав депутации были избраны Максим Горький, Алексей Васильевич Пешехонов, Николай Фёдорович Анненский, Иосиф Владимирович Гессен, Венедикт Александрович Мякотин, Василий Иванович Семевский, Константин Константинович Арсеньев, Евгений Иванович Кедрин, Николай Иванович Кареев и рабочий Дмитрий Васильевич Кузин. Вечером депутация отправилась к Святополк-Мирскому, но тот был на приёме у императора, и депутаты его не застали. Тогда депутация отправилась к Витте.
Витте принял депутатов, выслушал их просьбу, но заявил, что помочь ничем не может. Витте долго объяснял, что он сейчас не у дел, что он не имеет рычагов власти, что он в немилости у императора и вообще всё это дело «не его ведомства».
На прощанье Витте предложил им обратиться к Святополк-Мирскому и связался с ним по телефону. Но тот ответил, что ему всё известно и во встрече с депутатами нет необходимости. Витте развёл руками. Депутаты заявили, что Витте приводит формальные доводы и уклоняется, и ушли с пустыми руками.
Впоследствии многие высказывали сомнение в искренности Витте. Известный чиновник И. И. Колышко, хорошо знавший Витте, писал, что тому ничего не стоило явиться к императору с экстренным докладом, объяснить ему серьёзность положения и убедить принять меры для предотвращения кровопролития. Но он этого не сделал. В либеральных газетах писали, что Витте «умыл руки».

### Во главе Совета министров
Летом 1905 года направлен императором в США для заключения Портсмутского мирного договора с Японией.

В течение переговоров Витте неоднократно предпринимал попытки пойти на широкие уступки Японии, и лишь воля Николая II заставила Витте занять твердую позицию. Об этом свидетельствует переписка Витте с Петербургом во время переговоров (телеграммы цитируются по книге Глушков В. В., Черевко К. Е. Русско-японская война 1904—1905 гг. в документах внешнеполитического ведомства России: факты и комментарии — М., ИДЭЛ, 2006 г.) :
Телеграмма Витте в МИД 4 августа 1905 года:
«В Америке…что касается Сахалина, то, по-видимому общественное мнение склонно признавать, что раз мы имели несчастье потерять Сахалин и он, фактически, в руках японцев, то Япония имеет право на извлечение из этого факта соответствующей выгоды, и что Японии трудно будет отказаться от того, что приобретено успехами её флота…»
Телеграмма Витте в МИД 5 августа 1905 года:
«…японцы ранее нас имели некоторые права собственности на Сахалин… Сахалин — в руках японцев, и я не вижу возможности, по крайней мере в ближайшие десятилетия, его отобрать».
В тот же день, Витте направляет в МИД телеграмму следующего содержания:
«По нашему мнению, было бы удобно отдать весь Сахалин…»
Реакция царя на предложения Витте видна из телеграммы Витте от 6 августа 1905 года.
«Ввиду резолюции государя на моей телеграмме („Сказано было — ни пяди земли…“) … считаю, что дальнейшие переговоры будут совершенно бесполезны…».
Витте тем не менее вновь предпринял попытку отдать Сахалин:
«…нельзя отвергать и уступку Сахалина, и возвращение военных расходов»
«Его императорское величество не изволил согласиться на сделанные Японией предложения», пишет Витте впоследствии, но вновь настаивает на сдаче Сахалина. Телеграмма Витте в МИД 10 августа 1905 года:
«Если бы мы категорически отказались от уплаты военного вознаграждения…, за исключением уплаты за военнопленных, но приняли бы во внимание фактическое положение дела относительно Сахалина, то тогда, в случае отказа Японии — что, по моему мнению, представляется почти несомненным — мы останемся правы в глазах общественного мнения».

За успешное заключение мира ему было пожаловано графское достоинство. Поскольку то, что к Японии (претендовавшей на весь Сахалин) перешла лишь его половина, было в том числе и его заслугой, Витте получил шутливое прозвище «граф Полусахалинский».
В октябре 1905 года представил царю записку о необходимости политических реформ.
Руководил подавлением революции 1905 года, организовывал «экзекуционные поезда».
По его инициативе был составлен Манифест 17 октября, даровавший основные гражданские свободы и вводивший институт народного представительства — Государственную думу. С октября 1905 года по апрель 1906 года — председатель реформированного Совета министров.
В 1906 году провёл переговоры с Францией о получении займа. Находясь в зарубежных странах, особое внимание уделял общественному мнению и освещению в печати России и действий её правительства, о чём писал в своих «Воспоминаниях» (гл. 27).

### Отставка и последние годы
Витте был отправлен в отставку по собственному желанию 22 апреля 1906 года.
С 1898 года до конца жизни занимал особняк К. Ф. Штемберга по адресу: Каменноостровский проспект, 5.
В 1907 году пережил покушение на жизнь (следствие успешно провёл Павел Александров).
Умер 28 февраля 1915 года в Петрограде от менингита. Вынос тела и отпевание состоялись 2 марта; богослужение в Свято-Духовской церкви Александро-Невской лавры возглавил епископ Гдовский Вениамин (Казанский) в сослужении настоятеля Казанского собора протоиерея Философа Николаевича Орнатского и иных; присутствовали Председатель Совета министров Иван Логгинович Горемыкин и ряд министров. Похоронен на Лазаревском кладбище Александро-Невской лавры.
Согласно воспоминаниям посла Франции в Петербурге Жоржа Мориса Палеолога, император Николай II, с которым посол беседовал 3 марта, согласился с тем, что «большой очаг интриг погас вместе с ним» (слова из телеграммы Палеолога своему правительству о смерти Витте) и добавил: «Смерть графа Витте была для меня глубоким облегчением. Я увидел в ней также знак Божий».

### Семейная жизнь
Вскоре после переезда в Петербург Витте женился (29 июня 1879 г.) на Надежде Андреевне Спиридоновой, дочери отставного штабс-ротмистра Андрея Ивановича Иваненко. С будущей женой Витте познакомился ещё в Одессе. Она была формально замужем, и он сам хлопотал о разводе. Венчание состоялось во Владимирской церкви. Жена часто болела и подолгу жила на курортах. Умерла в октябре 1890 года от разрыва сердца.
Спустя год Витте женился на Марии Ивановне Лисаневич (1863—после 1924), урождённой Матильде Исааковне Нурок. Женитьбе предшествовал скандал, так как Витте начал встречаться с Лисаневич до её развода и вступил в конфликт с её мужем. Это могло стоить Витте карьеры, так как скандальная женитьба на разведённой еврейке (хотя и принявшей православие) тогда не приветствовалась. В результате и без того не самые тёплые отношения Витте с высшим светом ещё более ухудшились.
По словам современников, в молодости Матильда Ивановна обладала привлекательной внешностью, умело ею пользовалась и блестяще завершила своё восхождение со ступени на ступень по лестнице больших успехов. «К ней протягивалось много рук с предложением опереться на них на подъёмах; она выбирала сильнейших и числом же их не смущалась». Была женщиной незаурядного ума и, будучи женой Витте, в значительной мере влияла на мужа: благодаря ей он отучился сквернословить и научился кое-как понимать и говорить «с плачевным акцентом» по-французски и по-немецки. Несмотря на настойчивое желание, даже будучи женой Витте, ей так и не удалось быть принятой ко двору; ей одной из всех жён министров упорно в этом отказывалось.
Не имея собственных детей, граф Витте воспитывал дочерей своих жён от предыдущих браков — Софью Спиридонову и Веру Лисаневич. Первая из них после окончания Николаевского женского института подолгу жила в Западной Европе. Замуж вышла за своего кузена Михаила Фёдоровича Меринга (сына киевского богача Фридриха Фридриховича Меринга), которого страсть к игре довела до совершенного разорения. Их сын, Михаил Меринг, был репрессирован в 1934 году по делу евлогиевцев.
Вера Сергеевна Витте (1883—1963) в 1904 году вышла замуж за дипломата Кирилла Васильевича Нарышкина (1877—1950), сына крупного петербургского богача (в 2012 году в его доме был найден т. н. нарышкинский клад). В 1922 г. опубликовала в Брюсселе «Записки девочки», по мере сил помогала бедствующим в эмиграции музыкантам. Русский перевод её воспоминаний (с предисловием внучки) появился только в 2005 году.
Племянница — Софья Николаевна Зильберминц (в девичестве Сажина, 1889—1961), врач, была замужем за известным минералогом Вениамином Аркадьевичем Зильберминцем.
Племянник — фон Витте Оскар Оскарович (1875—1937), архитектор-художник. 
С. Ю. Витте после заключения Портсмутского мира с Японией получил титул графа. 11 апреля 1906 года Департамент герольдии утвердил следующее описание графского герба С. Ю. Витте:

В лазоревом щите стоящий на задних лапах золотой лев с червлёными глазами, языком и когтями. Он опирается правой лапой на золотой ликторский пук, а левой — держит серебряную оливковую ветвь. В вольной золотой части щита — чёрный государственный орёл с червлёным щитком на груди, на коем вензелевое изображение имени государя императора Николая II. Щит украшен графскою короною и увенчан дворянским коронованным шлемом. Нашлемник: два чёрных орлиных крыла, намёт — лазоревый с золотом.— Герб графа Витте внесён в Часть 18 Общего гербовника дворянских родов Всероссийской империи, стр. 2 
Пояснялось, что ликторский пук (символ власти, законности) означает административную деятельность Витте, оливковая ветвь (символ мира) — исполненное им поручение по заключению Портсмутского мира, а орёл — символ возведения Витте в графское достоинство.
Его противники, пародируя специальные почётные фамилии-титулы (пожалование которых зачастую сопровождало награждение родовым титулом), стали называть его графом Полусахалинским (поскольку половина острова Сахалин была уступлена Японии).

## Основные достижения
- Манифест 17 октября 1905 года, обещавший гражданские свободы.
- При его активном участии проведены государственные реформы, включая создание Государственной Думы, преобразование Государственного Совета, введение избирательного законодательства и редактирование Основных государственных законов Российской империи.
- Активно содействовал сооружению Транссибирской магистрали и КВЖД.
- Провёл денежную реформу 1897 года по введению золотого стандарта рубля.
- Разработал программу реформ, воплощённую в жизнь Петром Аркадьевичем Столыпиным.
- Был сторонником ускоренного развития промышленности и развития капитализма. Содействовал «первой российской индустриализации» 1890-х годов. Провёл реформу налогообложения промышленности.
- Содействовал введению государственной «винной монополии» на алкоголь.
- Заключил мирный договор с Японией, по которому половина острова Сахалин переходила к Японии, вторая же половина после поражения сохранилась за Россией.
- Проявил незаурядные дипломатические способности (Союзный договор с Китаем, заключение Портсмутского мира с Японией, торговый договор с Германией).

## Мемуары
Во второй половине 1900-х — начале 1910-х работал над воспоминаниями, носящими сугубо личный характер, без использования документов.
Об их существовании русская печать сообщила вскоре после его кончины, в марте 1915 года. Попытки полиции и русского посольства в Париже найти и изъять мемуары оказались безуспешными (обыски были произведены в его особняке на Каменноостровском проспекте и в его заграничной вилле в Биаррице).
Рукопись мемуаров хранилась в одном из парижских банков на имя его жены и незадолго до его смерти была переправлена в Байонну на имя другого лица; затем попала в руки созданного в Берлине весной 1920 года книгоиздательства «Слово».
Член правления «Слова» и одновременно редактор эмигрантской газеты «Руль» Иосиф Владимирович Гессен первым начал публикацию в своей газете отрывков; а в 1921 году вышел из печати первый том «Воспоминаний» издательства «Слово»; в том же году, несколько раньше, вышло однотомное издание мемуаров на английском языке.
В 1923 году русский текст «Воспоминаний» с предисловием академика Михаила Николаевича Покровского и вступительным замечанием И. В. Гессена вышли в РСФСР (точная перепечатка текста берлинского издания); издание выполнено как научное и снабжено подробным алфавитным указателем. По характеристике БСЭ (1930 г.), мемуары эти «дают ценнейший материал для характеристики самого Витте и являются настоящим рудником не всегда вполне достоверных анекдотов o жизни высшего общества, бюрократии и двора последних трех Романовых». Эмигрантский политик Владимир Иосифович Гурко, отмечая крайний субъективизм и сумбурность текста «Воспоминаний», также призывал относиться к этому источнику с осторожностью: «Отличительной особенностью воспоминаний является то самовосхваление, которым они дышат, можно сказать, от первой страницы до последней. В результате получается неизгладимое впечатление, что самая цель составления записок состояла исключительно в возвеличении себя и, увы, в принижении всех прочих современных ему русских государственных деятелей».

## Признание и память о Витте

### Награды
Российской Империи:
- Орден Святого Станислава 1-й степени (30 августа 1890)
- Орден Святой Анны 1-й степени (1 января 1894)
- Высочайший рескрипт (24 февраля 1898)
- Высочайший рескрипт (8 декабря 1899)
- Орден Святого Владимира 2-й степени (1 января 1901)
- Высочайший рескрипт (1 января 1903)
- Единовременно 400 тыс. руб. (16 августа 1903)
- Орден Белого орла (11 августа 1904)
- Высочайший рескрипт (25 сентября 1905)
- Орден Святого Александра Невского с бриллиантовыми знаками (22 апреля 1906)
- Высочайшая благодарность (23 мая 1909)
- Орден Святого Владимира 1-й степени (14 апреля 1913)
- Медаль «В память царствования императора Александра III» (1896)
- Медаль «В память коронации императора Николая II» (1896)
- Медаль «За труды по первой всеобщей переписи населения» (1897)
- Медаль Красного Креста «В память русско-японской войны» (1906)
- Медаль «В память 300-летия царствования дома Романовых» (1913)

Иностранных государств:
- Орден Короны 1-й степени (1896) (Королевство Пруссия)
- Орден Спасителя офицерский крест (1896), большой крест (1898) (Королевство Греция)
- Орден Белого слона 1-й степени (1889) (Королевство Сиам)
- Орден Бухарской звезды 1-й степени с бриллиантами (1893) (Бухарский эмират)
- Орден Таковского креста 1-й степени (1894) (Королевство Сербия)
- Орден Леопольда I большой крест (1894) (Королевство Бельгия)
- Орден Почётного легиона большой крест (1894) (Третья французская республика)
- Орден Красного орла большой крест (1894), цепь ордена (1905) (Королевство Пруссия)
- Австрийский Императорский орден Леопольда большой крест (1894), бриллианты к ордену (1897) (Австро-Венгрия)
- Орден Данеброг большой крест (1895) (Королевство Дания)
- Орден Двойного дракона 1-й степени 3-го класса (1896) (Империя Цин)
- Орден Восходящего солнца 1-й степени (1896) (Японская империя)
- Орден Эфиопской звезды (1896) (Абиссиния)
- Орден Вазы большой крест (1897) (Королевство Швеция)
- Орден Чёрного орла (1897) (Королевство Пруссия)[40]
- Орден Звезды Румынии 1-й степени (1898) (Королевство Румыния)
- Орден «Святой Александр» 1-й степени (1898) (Княжество Болгария)
- Орден Льва и Солнца 1-й степени с бриллиантами (1900) (Персия)
- Портрет шаха Персидского с бриллиантами (1900) (Персия)
- Орден Христа 1-й степени (1900) (Королевство Португалия)
- Орден Османие 1-й степени с бриллиантами (1901) (Османская империя)
- Орден Белого орла 1-й степени (1901) (Королевство Сербия)
- Орден Искандер-Салис (1902) (Бухарский эмират)

- Почётный гражданин городов: Вятки (1895), Екатеринбурга (1896)[41], Александровска (ныне по одним данным Запорожье[42], по другим данным Полярный[43]), Саранска (1898), Череповца (1899)[44], Великие Луки (1899), Тихвина (1901)[45], Архангельска, Казани, Нижнего Новгорода, Одессы, Оренбурга, Ревеля (1899)[46], Симбирска (1896)[47].
- Именем Витте были названы коммерческие училища в Александровске и Николаеве.

### Увековечивание памяти
- 21 мая 1902 года Дворянская улица в Одессе была переименована в улицу Витте. В 1909 году её переименовали в улицу Петра Великого в честь 200-летия Полтавской битвы[48].
- В 2001 году в память о Сергее Витте в Москве была названа аллея Витте[49].
- В Нижнем Новгороде в здании городского железнодорожного вокзала был установлен бюст Витте.
- 19 декабря 2007 года в Киеве на фасаде здания управления Юго-Западной железной дорогой была установлена мемориальная доска в честь возглавлявшего её в 1886—1888 годах Сергея Витте[50].
- 2 ноября 2011 года НОУ ВПО «Московский институт экономики, менеджмента и права» был переименован в «Московский университет имени С. Ю. Витте»[51].
- В декабре 2012 года одному из безымянных до того момента скверов Одессы было дано имя Сергея Витте[52].
- 1 августа 2013 года в Москве был открыт памятник «Создателям российских железных дорог» у Казанского вокзала со статуей графа Витте среди фигур знаменитых деятелей железнодорожной отрасли России XIX века.
- В 2017 году в Омске открыт памятник Сергею Витте возле Управления Федеральной налоговой службы[53].
- В 2019 году Министерство финансов Российской Федерации учредило ведомственную награду — медаль С. Ю. Витте[54].
- В 2023 году был спущен на воду ледокольный танкер-газовоз «Сергей Витте»[55].
- В 2024 году Санкт-Петербургский политехнический университет Петра Великого учредил Памятную медаль С.Ю. Витте в честь своего основателя.

### В топонимике
В честь С. Ю. Витте названы:
- ледник Витте (Карское море, Новая Земля, залив Медвежий, название присвоено в 1901 году участниками новоземельской экспедиции художника А. А. Борисова по фамилии министра финансов С. Ю. Витте, оказавшего поддержку экспедиции)[56];
- остров Витте (Карское море, архипелаг Норденшельда, остров нанесён на карту в 1901 году участниками Русской полярной экспедиции, тогда же было присвоено название)[56];
- остров Витте (Баренцево море, Святоносский залив, остров описан в 1822 году Ф. П. Литке на бриге «Новая Земля» и нанесён на карту под названием остров Большой Безымянный, в 1894 году остров был переименован в честь С. Ю. Витте в память о посещении этого острова Сергеем Юльевичем Витте в 1894 году)[56];
- пролив Витте (Баренцево море, Святоносский залив, название проливу присвоено после 1894 г.)[56].

## Киновоплощения
- 1971 — «Николай и Александра», США. В роли Сергея Витте — Лоренс Оливье.
- 2024 — «Плевако», Россия. В роли Сергея Витте — Александр Арсентьев.

## Сочинения
1. Витте С. Ю. Принципы железнодорожных тарифов по перевозке грузов — Киев : журн. «Инженер», 1883.
2. Витте С. Ю. Национальная экономия и Фридрих Лист. — Киев, 1889. — 59 с.
3. Витте С. Ю. Речь министра финансов в заседании Совета государственных кредитных установлений, 21 декабря 1892 года Санкт-Петербург : тип. М-ва вн. дел, [1893].
4. Витте С. Ю. Замечания на проект Вотчинного устава. СПб., 1900.
5. Витте С. Ю. Записка по крестьянскому делу. СПб, 1904, 1905
6. Витте С. Ю. Вынужденные разъяснения по поводу отчета ген.-ад. Куропаткина о войне с Японией. МСПб., 1909; ос. Т-во И. Д. Сытина, 1911.
7. Витте С. Ю. Конспект лекций о народном и государственном хозяйстве, читанных его императорскому высочеству великому князю Михаилу Александровичу в 1900—1902 гг. Санкт-Петербург : Тип. АО Брокгауз-Ефрон, 1912, 1914
8. Витте С. Ю. Воспоминания в 3-х томах. М., Соцэкгиз, 1960.
9. Витте С. Ю. Воспоминания в 3-х томах. Берлин, Слово, 1923
10. Витте С. Ю. Всеподданнейший доклад министра финансов…февраль 1899 г.
11. Протокольная запись выступлений министра финансов С. Ю. Витте и министра иностранных дел М. Н. Муравьева на совещании министров под председательством Николая II
12. Самодержавие и земство : Конфиденц. записка министра финансов статс-секр. С. Ю. Витте (1899 г.) / С предисл. и прим. Р. Н. С. Печ. «Зарей». — Stuttgart, 1901. — XLIV, 212 с.
13. По поводу непреложности законов государственной жизни. — Санкт-Петербург : акц. о-во «Брокгауз-Ефрон», 1914. — [2], II, IV, 376 с.
14. Ф. Лист, С. Ю. Витте, Д. И. Менделеев — Национальная система политической экономии